# Elecciones vicepresidenciales de Ecuador de 1858
Elección del vicepresidente constitucional de la república al concluirse el período de Marcos Espinel.

## Candidatos
| Partido             | Vicepresidente                      | Cargos Previos                                            |
| ------------------- | ----------------------------------- | --------------------------------------------------------- |
| Liberal Conservador | Jerónimo Carrión Palacio y Escudero | Gobernador del Azuay (1845) / (1846)                      |
| Liberal             | Pedro Carbo Noboa                   | Vicepresidente de la 5° Convención Nacional (1850 - 1851) |

Fuente:
- No hay datos de los resultados de la votación popular, Jerónimo Carrión resultó elegido.